# Xu Jialu (Leichtathletin)
Xu Jialu (* 16. September 2000) ist eine chinesische Leichtathletin, die sich auf den Sprint spezialisiert hat.

## Sportliche Laufbahn
Erste internationale Erfahrungen sammelte Xu Jialu im Jahr 2024, als sie bei den Hallenasienmeisterschaften in Teheran in 7,39 s den vierten Platz im 60-Meter-Lauf belegte.
2023 wurde Xu chinesische Meisterin in der 4-mal-100-Meter-Staffel.

## Persönliche Bestzeiten
- 100 Meter: 11,52 s (+0,8 m/s), 10. August 2023 in Hefei
  - 60 Meter (Halle): 7,39 s, 17. Februar 2023 in Teheran